# Neuer Weg (Schierke)

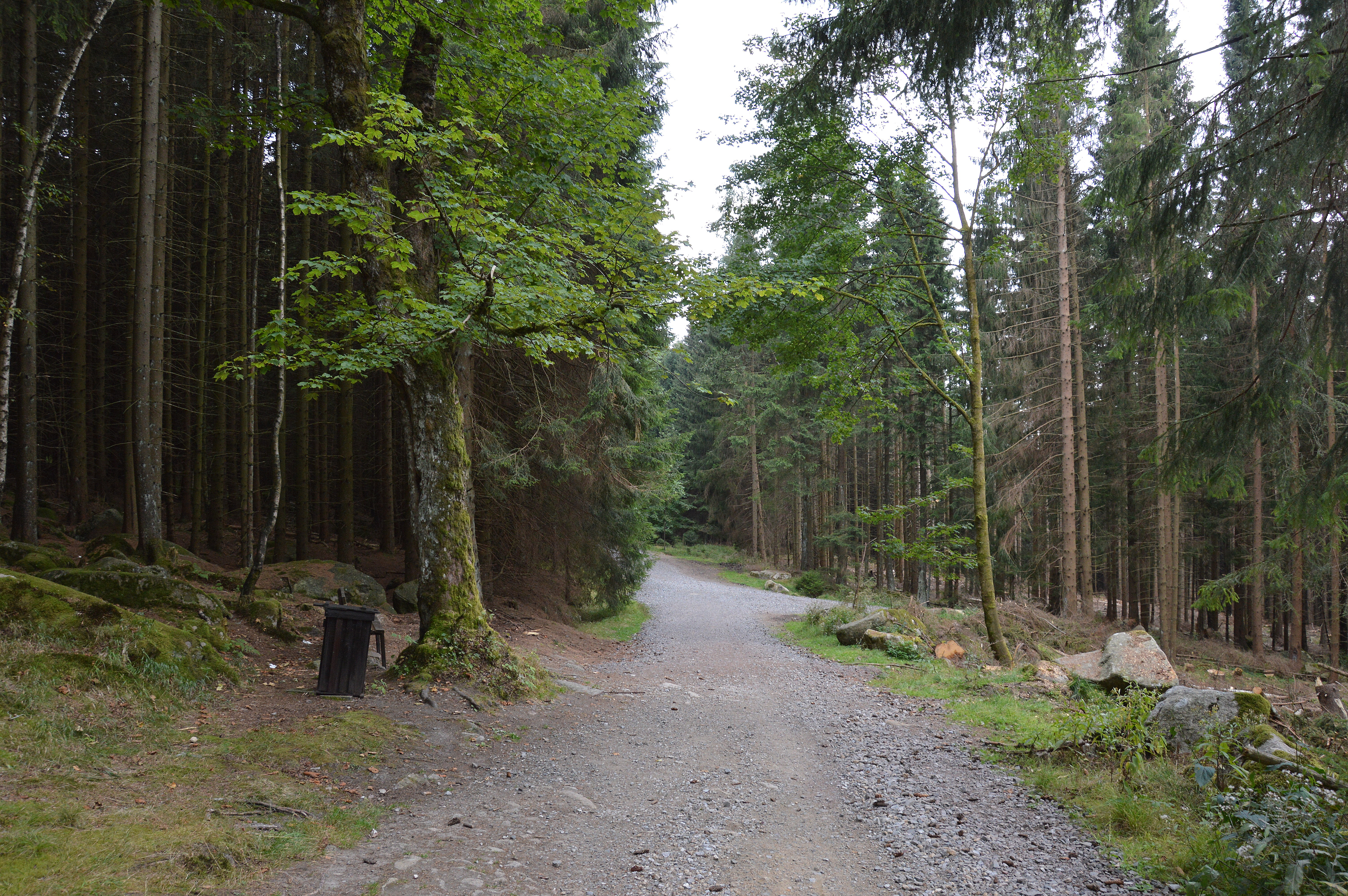
Neuer Weg, von rechts die Einmündung des zur Brockenstraße führenden Wegs

Der Neue Weg ist ein Wanderweg nördlich des zur Stadt Wernigerode gehörenden Ortes Schierke im Harz in Sachsen-Anhalt. 
Er ist etwa 1,5 Kilometer lang und befindet sich im südlichen Teil des Brockenmassivs und beginnt in der Nähe des Ortszentrums von Schierke. Er führt als Verlängerung des Ottowegs leicht ansteigend in nordwestliche Richtung. Südlich des Weges liegt hier die Vaupelsklippe. Von Osten mündet der zum Ahrensklint und zum Glashüttenweg führende Pfarrstieg ein. Etwas östlich der Einmündung befindet sich die Kesselklippe. Von Süden her mündet nach einiger Zeit ein vom Schierker Hermann-Löns-Weg kommender Wanderweg und etwas weiter bergan dann von Westen ein von der Brockenstraße herführender Weg ein.
Der Neue Weg endet dann am Zusammentreffen von Edelmannshäuweg und Alter Bobbahn.